# Swoiste tempo pochłaniania energii
Swoiste tempo pochłaniania energii, współczynnik absorpcji swoistej, szybkość pochłaniania właściwego energii, SAR (od ang. specific absorption rate) – miara szybkości, z jaką energia jest pochłaniana przez ciało człowieka, gdy jest ono narażone na działanie fal radiowych. Jest to moc absorbowana przez określoną masę tkanek ciała ludzkiego, a jednostką SAR jest wat na kilogram (W/kg). 
Współczynnik absorpcji swoistej jest zwykle mierzony na całym ciele lub na małej próbce tkanek (zwykle 1 g lub 10 g). 
Może on być obliczony z pola elektrycznego według zależności: 
{\displaystyle {\text{SAR}}=\int _{\textrm {sample}}{\frac {\sigma (\mathbf {r} )|\mathbf {E} (\mathbf {r} )|^{2}}{\rho (\mathbf {r} )}}d\mathbf {r} }
gdzie:
{\displaystyle \sigma } – przewodność elektryczna próbki
{\displaystyle E} – wartość skuteczna pola elektrycznego
{\displaystyle \rho } – gęstość próbki.